# Jedidja Be'eri
Jedidja Be'eri (hebrejsky: ידידיה בארי, žil 30. ledna 1931 – 1. července 2004) byl izraelský politik a poslanec Knesetu za stranu Likud.

## Biografie
Narodil se v Bytomi v Německu (dnes Polsko). V roce 1938 přesídlil do dnešního Izraele. Zapojil se do židovských jednotek Irgun. Bojoval ve válce za nezávislost. Vystudoval střední školu v Tel Avivu a právo na Telavivské univerzitě.

## Politická dráha
Byl aktivní v revizionistickém sionistickém hnutí Bejtar a v mládežnickém křídle strany Všeobecní sionisté. Od roku 1965 byl členem vedení Liberální strany. Zasedal také ve vedení Hnutí za Velký Izrael. Byl právním poradcem a předsedou správní rady firmy Malraz.
V izraelském parlamentu zasedl po volbách v roce 1973, do nichž šel za Likud. Pracoval v parlamentním výboru pro záležitosti vnitra a životního prostředí a výboru pro veřejné služby. Ve volbách v roce 1977 mandát neobhájil.